# 派翠克·里德
派翠克·里德（英語：Patrick Reed；1990年8月5日—）是一位美國高爾夫球運動員，出生在得克薩斯聖安東尼奧。他參加高爾夫PGA巡迴賽和高爾夫歐巡賽的比賽。2014年，他贏得凱迪拉克高爾夫世界錦標賽的冠軍。在2018年，里德荣获大师赛冠军。